# La Cerlangue
La Cerlangue és un municipi francès situat al departament del Sena Marítim i a la regió de Normandia. L'any 2007 tenia 1.206 habitants.

## Demografia

### Població
El 2007 la població de fet de La Cerlangue era de 1.206 persones. Hi havia 415 famílies de les quals 61 eren unipersonals (19 homes vivint sols i 42 dones vivint soles), 138 parelles sense fills, 204 parelles amb fills i 12 famílies monoparentals amb fills.
La població ha evolucionat segons el següent gràfic:
Habitants censats

### Habitatges
El 2007 hi havia 443 habitatges, 419 eren l'habitatge principal de la família, 6 eren segones residències i 17 estaven desocupats. 436 eren cases i 2 eren apartaments. Dels 419 habitatges principals, 371 estaven ocupats pels seus propietaris, 43 estaven llogats i ocupats pels llogaters i 5 estaven cedits a títol gratuït; 2 tenien una cambra, 14 en tenien dues, 44 en tenien tres, 100 en tenien quatre i 259 en tenien cinc o més. 343 habitatges disposaven pel capbaix d'una plaça de pàrquing. A 120 habitatges hi havia un automòbil i a 274 n'hi havia dos o més.

### Piràmide de població
La piràmide de població per edats i sexe el 2009 era:
| Homes | Edats   | Dones |
| ----- | ------- | ----- |
| 0     | 95 o +  | 0     |
| 0     | 90 a 94 | 8     |
| 0     | 85 a 89 | 4     |
| 8     | 80 a 84 | 4     |
| 12    | 75 a 79 | 8     |
| 16    | 70 a 74 | 28    |
| 20    | 65 a 69 | 36    |
| 28    | 60 a 64 | 24    |
| 28    | 55 a 59 | 32    |
| 40    | 50 a 54 | 48    |
| 52    | 45 a 49 | 44    |
| 44    | 40 a 44 | 44    |
| 48    | 35 a 39 | 40    |
| 36    | 30 a 34 | 40    |
| 20    | 25 a 29 | 24    |
| 20    | 20 a 24 | 12    |
| 60    | 15 a 19 | 52    |
| 52    | 10 a 14 | 56    |
| 56    | 5 a 9   | 32    |
| 36    | 0 a 4   | 24    |

## Economia
El 2007 la població en edat de treballar era de 787 persones, 579 eren actives i 208 eren inactives. De les 579 persones actives 547 estaven ocupades (300 homes i 247 dones) i 33 estaven aturades (11 homes i 22 dones). De les 208 persones inactives 65 estaven jubilades, 78 estaven estudiant i 65 estaven classificades com a «altres inactius».

### Ingressos
El 2009 a La Cerlangue hi havia 432 unitats fiscals que integraven 1.252 persones, la mediana anual d'ingressos fiscals per persona era de 20.865 €.

### Activitats econòmiques
Dels 21 establiments que hi havia el 2007, 2 eren d'empreses extractives, 3 d'empreses alimentàries, 2 d'empreses de fabricació d'altres productes industrials, 3 d'empreses de construcció, 4 d'empreses de comerç i reparació d'automòbils, 2 d'empreses de transport, 2 d'empreses financeres, 1 d'una empresa de serveis i 2 d'empreses classificades com a «altres activitats de serveis».
Dels 6 establiments de servei als particulars que hi havia el 2009, 3 eren tallers de reparació d'automòbils i de material agrícola, 1 paleta, 1 fusteria i 1 lampisteria.
Dels 3 establiments comercials que hi havia el 2009, 1 era una botiga de menys de 120 m² i 2 carnisseries.
L'any 2000 a La Cerlangue hi havia 24 explotacions agrícoles que ocupaven un total de 888 hectàrees.

## Equipaments sanitaris i escolars
El 2009 hi havia una escola elemental.

## Poblacions més properes
El següent diagrama mostra les poblacions més properes.